# Spesmilo

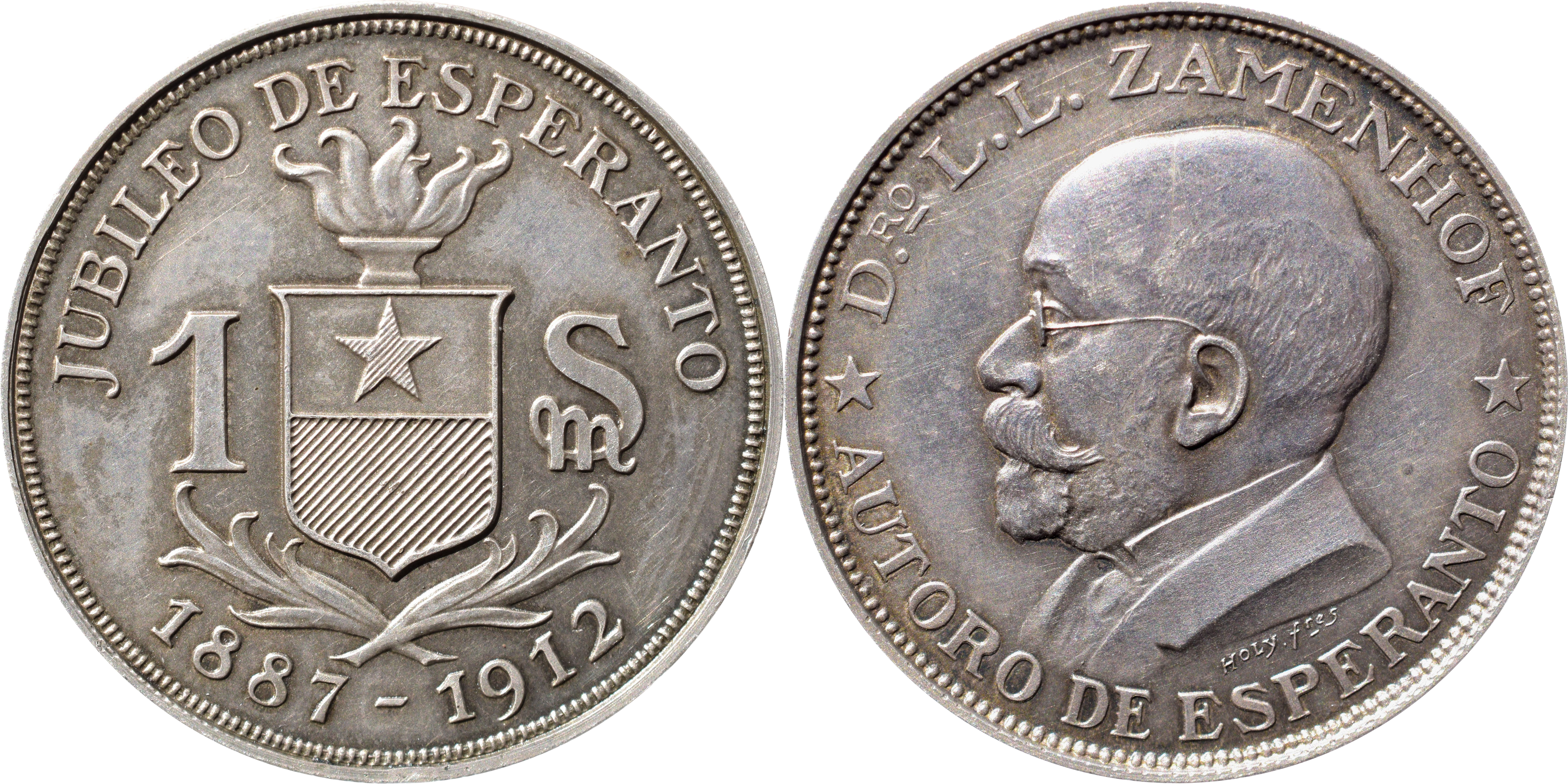
Moneta 1₷. Na rewersie Ludwik Zamenhof

Spesmilo – dawna międzynarodowa jednostka monetarna zaproponowana w 1907 przez René de Sausserego i stosowana przed I wojną światową, głównie przez Ĉefbanko Esperantista.
Spesmilo był warty 0,733 grama czystego złota, co w tamtych czasach wynosiło około połowę dolara amerykańskiego, dwóch szylingów brytyjskich, jednego rubla rosyjskiego, bądź dwa i pół franka szwajcarskiego.
Podstawową jednostką było speso, 1000 spesoj równało się 1 spesmilo.

## Symbol

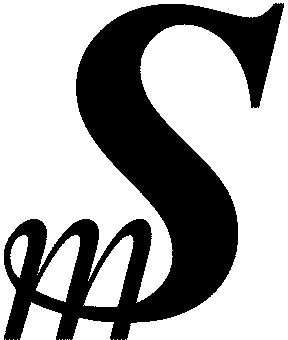
Symbol spesmilo (₷)

Symbol spesmilo jest monogramem kursywy "S", której ogonek połączony jest z "m".
Symbol (₷) został dodany w 2009 do Unikodu z kodem 20B7.